# Ligue de Football Professionnel (Franciaország)
A Ligue de Football Professionnel (Professzionális Labdarúgóliga), ismert nevén LFP, a Francia labdarúgó-szövetség égisze alatt működő szervezet, amely a fő franciaországi professzionális labdarúgó-bajnokságokat felügyeli.